# Tuzi
Tuzi (v černohorské cyrilici Тузи) je město v Černé Hoře. Nachází se jižně od metropole Podgorica, v blízkosti Skadarského jezera, na silničním tahu z Podgorici do albánského města Skadar, v rovinnaté zemědělské krajině. Podle údajů z posledního sčítání lidu[jakého?] ve městě žilo 4748 obyvatel, kteří jsou většinou albánské národnosti, zastoupeni jsou také Bosňáci a Černohorci. Tuzi je jedno z nejmladších černohorských měst, vzniklo 1. září 2018 po odtržení opčiny Tuzi od opčiny města Podgorica.
Ve městě se nachází zdravotní středisko (černohorsky dom zdravlja), základní škola Mahmuta Lekiće, střední škola 25. května a mateřská škola Vina Vrbica. Město má svůj fotbalový stadion. V centru Tuzi se nachází katolický kostel sv. Antonína a mešita Qazimbeg.
Místní albánské obyvatelstvo bylo před přechodem na islám v 15. století katolického vyznání, jak dokládají některá původní tradiční příjmení. Jeho historické vazby odkazují na katolickou komunitu v severní Albánii.
Ve městě působí fotbalový klub FK Dečić Tuzi.
Dne 25. března 2020 bylo celé město Tuzi uzavřeno do karantény vzhledem k patnácti zaznamenaným případům nemoci covid-19 za jeden den.

## Demografie

### Národnostní složení
- Albánci – 2 383
- Bosňáci – 932
- Muslimani – 1 763
- Černohorci – 554
- Romové – 111
- Srbové – 13
- Ostatní – 172
- Nehlášené / nedefinované – 122
- Regionální příslušnost – 7

Celkem – 4 748

### Náboženství
- 26,4 % – katolická církev
- 71,6 % – islám
- 2 % – pravoslaví